# Richard Kuhn
Pour les articles homonymes, voir Kuhn.
Richard Kuhn (3 décembre 1900 à Vienne, en Autriche-Hongrie - 1er août 1967 à Heidelberg, en Allemagne) est un biochimiste austro-allemand, lauréat du prix Nobel de chimie en 1938.

## Biographie
Kuhn est élevé à Vienne, ville dans laquelle il fait ses études. Il étudie la chimie à partir de 1918 à l'université de Vienne. Il termine ses études de chimie à Munich sous la direction de Richard Willstätter (lauréat du prix Nobel de chimie en 1915) et obtient son doctorat en 1922 pour des travaux sur les enzymes.
Après son diplôme, Kuhn entreprend une carrière académique, d'abord à Munich, puis à l'École polytechnique fédérale de Zurich et à partir de 1929 à l'université de Heidelberg. Il est nommé à la tête du département de chimie de cette dernière en 1937. En 1928, il épouse Daisy Hartmann (1907-1976), avec qui il aura deux fils et quatre filles.
Les travaux scientifiques de Kuhn traitent notamment des caroténoïdes, de la stéréochimie, des vitamines et des enzymes. Il parvient le premier à isoler la vitamine B2. Il est lauréat du prix Nobel de chimie en 1938 « pour son travail sur les caroténoïdes et les vitamines », prix qu'il ne peut pas recevoir avant la fin de la Seconde Guerre mondiale, car interdit par Hitler. Kuhn a travaillé durant de nombreuses années avec l'Institut Max-Planck de recherche médicale (un des 80 instituts de recherche de la Société Max-Planck) ainsi qu'avec l'université de Heidelberg et l'université de Pennsylvanie. Il a été éditeur des Justus Liebigs Annalen der Chemie à partir de 1948, président de la Société allemande de chimie et vice-président de la Société Max-Planck. Il est lauréat du prix Goethe en 1942.
Durant la guerre, Kuhn dénonce ses collègues juifs et coopère avec leur exclusion de la recherche scientifique, conformément aux lois nazies,. Richard Kuhn était un adhérent et un soutien du régime nazi. À partir de 1941, il se consacre à la recherche sur les gaz toxiques et leur synthèse .